# گرفتگی سیاهرگ کلیوی
گرفتگی سیاهرگ کلیوی یا ترومبوز سیاهرگ کلیوی (به انگلیسی: Renal vein thrombosis) در اثر تشکیل لخته یا ترومبوز در سیاهرگ کلیوی پدید می‌آید که مانع از خروج خون از سیاهرگ کلیوی به میزان لازم می‌شود.
این بیماری نادر از علل قابل درمان اختلال عملکرد کلیه می‌باشد.
از علائم گرفتگی سیاهرگ کلیوی می‌توان به وجود خون در ادرار یا کاهش قابل توجه میزان ادرار اشاره کرد.

## علل
در بسیاری از موارد عامل ایجادکننده ترومبوز نامشخص است ولی از دلایل اولیهٔ گرفتگی سیاهرگ کلیوی می‌توان به کم آبی بدن و سندروم نفروتیک اشاره کرد. دلایل دیگر گرفتگی سیاهرگ کلیوی می‌توانند شامل  ضربه و فشار بیرونی به سیاهرگ کلیوی (غدد لنفاوی، تومور، آنوریسم آئورت)، کارسینوم سلولی، سلول‌های مهاجم کلیوی، حاملگی و قرص‌های پیشگیری بارداری خوراکی باشند.

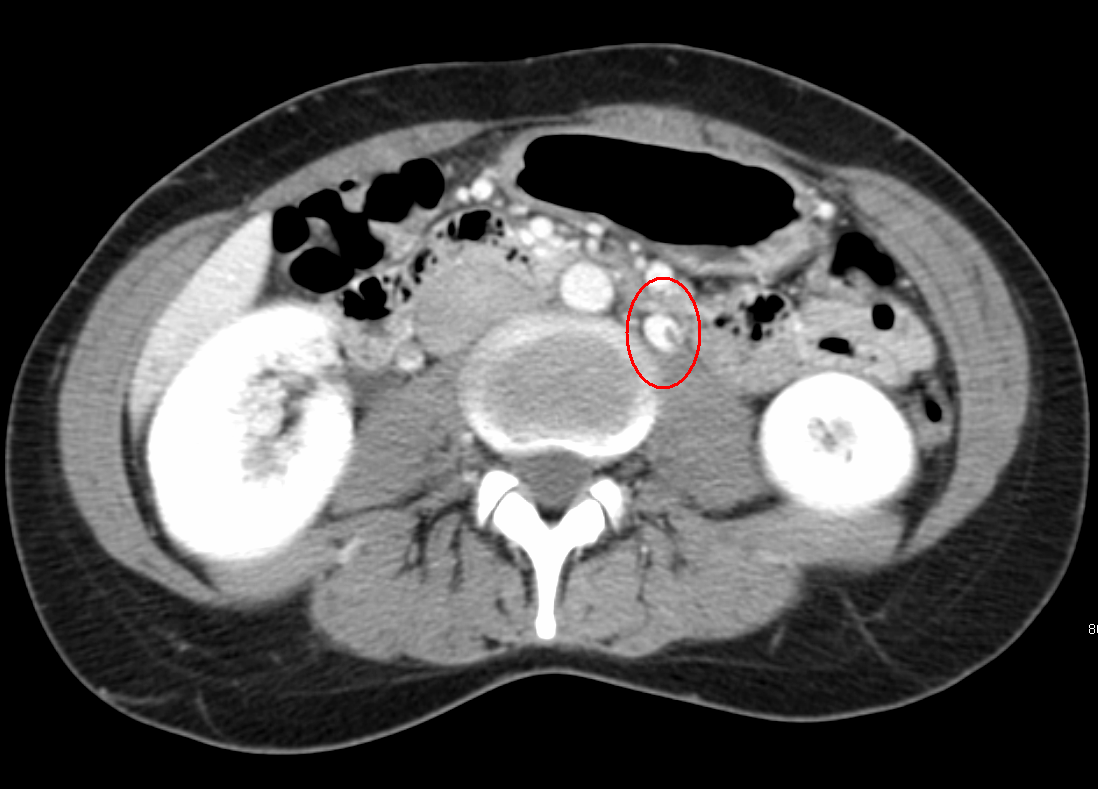
سی‌تی آنژیوگرافی نشانگر گرفتگی سیاهرگ کلیوی سمت چپ بیماری با سندرم فندق شکن

سایر علل مستعدکننده عبارتند از : جراحی ، تروما و دیگر وضعیت‌های افزایش انعقادپذیری ژنتیکی یا اکتسابی ( برای مثال کمبود پروتئین C یا S ،جهش ژن آنتی ترومبین ، جهش فاکتور V لیدن ) . اکثر موارد RVT همراه با بدخیمی (78٪) ، در اثر کارسینوم سلول کلیوی ایجاد می‌شود که به کلیه مقابل نیز گسترش یافته و موجب انسداد دو طرفه ورید کلیوی می گردد .

## علائم بالینی
ترومبوز حاد کامل به احتمال زیاد با علائم و نشانه‌هایی نظیر هماچوری ، درد پهلو ، اتساع شکم و نارسایی حاد کلیوی تظاهر می یابد . RVT در بزرگسالان معمولاً به تدریج رخ داده و زمان برای ایجاد کولترال‌های وریدی وجود دارد . در انسداد تدریجی ، اکثر بیماران علایم یا نارسایی حاد کلیوی ندارند ، با این وجود پروتئینوری خفیف و افزایش کراتینین اغلب مشاهده می‌شود. سایرعلائم بیماری  حالت تهوع ، بی اشتهایی یا ادم اندام تحتانی است . در مردان انسداد ورید کلیه چپ می‌تواند سبب واریکوسل چپ شود ، که نتیجه درناژ وریدی ورید گنادی چپ می‌باشد.

## تشخیص
روش استاندارد طلایی برای تشخیص، سونوگرافی کلیه می‌باشد، اما به علت خطر جدا شدن لخته خون، خون‌ریزی و ماده حاجب یددار، عموماً روش‌های کم خطرتر مورد استفاده قرار می‌گیرند. CT با ماده حاجب به نظر می‌رسد که حساسیت و ویژگی نسبتاً بالایی داشته باشد؛ هر چند که خطر نفروپاتی ناشی از ماده حاجب وجود دارد. MRI با استفاده از ماده حاجب گادولینیم نوید بخش می‌باشد اما نیاز به بررسی بیشتری دارد. پیل وریدی داخلواند RVT را کشف نماید اما دارای حساسیت و ویژگی اندکی می‌باشد. سونوگرافی داپلر کلیه مفید بوده اما وابسته به مهارت انجام دهنده بوده و حساسیت کمتری نسبت به CT ونوگرافی دارد.

## درمان  گرفتگی
راه‌هایی که برای درمان  گرفتگی سیاهرگ کلیوی به کار می‌روند شامل جراحی برای برداشتن لخته، که به ندرت انجام می‌شود ، ترومبولیز مستقیم داخل وریدی و داروهای ضد انعقاد خون هستند.درمان با داروهای ضدانعقاد سیستمیک ( وارفارین ) برای 6 تا 9 ماه توصیه می‌شود.